# Kriegsgefangenenentschädigungsgesetz
Das Gesetz über die Entschädigung ehemaliger deutscher Kriegsgefangener (Kriegsgefangenenentschädigungsgesetz – KgfEG) war ein deutsches Bundesgesetz aus dem Jahr 1954, das nach dem 31. Dezember 1946 aus ausländischem Gewahrsam in den Geltungsbereich des Gesetzes entlassenen Kriegsgefangenen des Zweiten Weltkrieges eine Entschädigung gewährte.

## Anspruchsvoraussetzungen
Über die im Gesetz selbst enthaltenen Regelungen hinaus enthielt § 44 KgfEG in seiner ursprünglichen Fassung von 1954 eine Ermächtigung der Bundesregierung zum Erlass von Rechtsverordnungen, die nähere Bestimmungen über die Voraussetzungen des Entschädigungsanspruchs enthalten. Nach Ansicht des Bundesverfassungsgerichts war diese Ermächtigung nicht hinreichend nach Inhalt, Zweck und Ausmaß bestimmt und deshalb wegen eines Verstoßes gegen Art. 80 Abs. 1 Satz 2 GG nichtig.
Am 8. Dezember 1956 wurde deshalb eine Neufassung des KgfEG verkündet. § 44 n.F. enthielt nur noch eine Ermächtigung zum Erlass von Rechtsverordnungen, die nähere Vorschriften über Voraussetzung, Höhe, Laufzeit und Sicherung der Darlehen sowie über die Gewährung von Beihilfen enthalten. Die Dritte Durchführungsverordnung zum KgfEG, mit der unter anderem der Begriff des „Kriegsereignisses“ näher definiert worden war, wurde aufgehoben und § 1 KgfEG n.F. entsprechend konkretisiert.

## Berechtigte
Berechtigte waren Kriegsgefangene, die über das Jahr 1946 hinaus festgehalten wurden, nicht aber Personen, die nach dem 8. Mai 1945 von deutschen Gerichten wegen Verbrechen oder Vergehen gegen andere Kriegsgefangene in ausländischem Gewahrsam verurteilt worden waren. Von alliierten Gerichten Verurteilte waren daher anspruchsberechtigt, soweit sie eine Unbedenklichkeitsbescheinigung der Zentralen Rechtsschutzstelle vorlegen konnten. So kamen auch zahlreiche SS- und Wehrmachtsangehörige, die als NS- oder Kriegsverbrecher von alliierten Gerichten verurteilt worden waren, in den Genuss von Haftentschädigungszahlungen.
Da im Zweiten Weltkrieg ab 1941 rund 70 %  der deutschen Wehrmachtsoldaten an der Ostfront eingesetzt waren, machte die Sowjetunion zwischen 3,2 und 3,6 Millionen deutsche Kriegsgefangene. Die rund 2 Millionen überlebenden Heimkehrer aus sowjetischer Kriegsgefangenschaft stellten damit die bedeutendste Gruppe der Berechtigten.

## Leistungen

Kriegsgefangenen-Entschädigung Auszahlung 1956 für fast 5 Jahre Kriegsgefangenschaft

Berechtigte erhielten einen Betrag von 30 DM für jeden ab dem 1. Januar 1947 in Gewahrsam verbrachten Kalendermonat. Für erst nach dem 1. Januar 1949 Entlassene erhöhte sich der Betrag auf 60 DM für jeden Kalendermonat. Mit der Entschädigung waren etwaige Ansprüche der Berechtigten gegen die Bundesrepublik Deutschland wegen Freiheitsentziehung und Arbeitsleistung im ausländischen Gewahrsam abgegolten (§§ 3 ff. KgfEG).
Außerdem konnten bei Bedürftigkeit auch Darlehen und Beihilfen zum Aufbau einer neuen gesicherten Lebensgrundlage gewährt werden, etwa zur Beschaffung von Wohnraum und Hausrat oder zur Gründung einer selbständigen wirtschaftlichen Existenz (§§ 28 ff. KfgEG).
Personen, die  bei Ende des Zweiten Weltkriegs nicht wegen ihres militärischen Dienstes, sondern infolge der politischen Entwicklung der Nachkriegszeit und der bei Errichtung und Sicherung der kommunistischen Herrschaftssysteme angewendeten Methoden in Gewahrsam genommen worden waren, insbesondere in der sowjetischen Besatzungszone und den ehemals unter fremder Verwaltung stehenden deutschen Ostgebieten, Danzig, Estland, Lettland, Litauen, der ehemaligen Sowjetunion, Polen, der Tschechoslowakei, Ungarn, Rumänien, Bulgarien, Jugoslawien, Albanien oder China, konnten nach dem Häftlingshilfegesetz entschädigt werden.
Die Reihenfolge, in der die Berechtigten entschädigt wurden, richtete sich nach der sozialen Dringlichkeit. Nach der dazu erlassenen Rechtsverordnung spielten dabei das Entlassungsjahr, das Familieneinkommen bei Antragstellung, die Haushaltsgröße sowie eine eventuelle Kriegsbeschädigung  eine Rolle.
Das Gesetz wurden von den Ländern durchgeführt. Der Bund erstattete den Ländern die Aufwendungen für die den Antragstellern gewährten Leistungen.
Durch das Kriegsfolgenbereinigungsgesetz (KfbG) vom 21. Dezember 1992 wurde das Kriegsgefangenenentschädigungsgesetz zum 1. Januar 1993 aufgehoben. Die Regelungen des KgfEG über die Heimkehrerstiftung wurden in das Gesetz über die Heimkehrerstiftung übernommen, das am 1. Januar 1993 in Kraft trat und 2008 im Heimkehrerentschädigungsgesetz aufging. Mit dem Gesetz wurden auch die ehemaligen Kriegsgefangenen, die in die DDR und nach Berlin (Ost) entlassen worden waren und die bis dahin keine Ansprüche nach dem KgfEG hatten geltend machen können, in den Kreis der Anspruchsberechtigten einbezogen.